# Worstelen op de Olympische Zomerspelen 1936
Worstelen is een van de sporten die beoefend werden tijdens de Olympische Zomerspelen 1936 in Berlijn. De wedstrijden werden gehouden in de Deutschlandhalle.

## Heren

### Grieks-Romeins
Uitslagen per gewichtsklasse: 

#### bantamgewicht (tot 56 kg)
| rang   | sporter         | land |
| ------ | --------------- | ---- |
| Goud   | Márton Lõrincz  | HUN  |
| Zilver | Egon Svensson   | SWE  |
| Brons  | Jakob Brendel   | GER  |
| 4      | Väinö Perttunen | FIN  |
| 5      | Iosif Tojar     | ROU  |
| 6      | Evald Sikk      | EST  |
| 7      | Robert Voigt    | DEN  |
| 8      | Dante Bertoli   | ITA  |

#### vedergewicht (tot 61 kg)
| rang   | sporter            | land |
| ------ | ------------------ | ---- |
| Goud   | Yaşar Erkan        | TUR  |
| Zilver | Aarne Reini        | FIN  |
| Brons  | Einar Karlsson     | SWE  |
| 4      | Sebastian Hering   | GER  |
| 5      | Krišjānis Kundsiņš | LAT  |
| 6      | Valentino Borgia   | ITA  |
| 7      | Henryk Ślązak      | POL  |
| 8      | Gyula Móri         | HUN  |

#### lichtgewicht (tot 66 kg)
| rang   | sporter            | land |
| ------ | ------------------ | ---- |
| Goud   | Lauri Koskela      | FIN  |
| Zilver | Jozef Herda        | TCH  |
| Brons  | Voldemar Väli      | EST  |
| 4      | Herbert Olofsson   | SWE  |
| 5      | Alberto Molfino    | ITA  |
| 6      | Arild Dahl         | NOR  |
| 7      | Zbigniew Szajewski | POL  |
| 8      | Dragomir Borlovan  | ROU  |

#### weltergewicht (tot 72 kg)
| rang   | sporter         | land |
| ------ | --------------- | ---- |
| Goud   | Rudolf Svedberg | SWE  |
| Zilver | Fritz Schäfer   | GER  |
| Brons  | Eino Virtanen   | FIN  |
| 4      | Edgar Puusepp   | EST  |
| 5      | Nuri Boytorun   | TUR  |
| 6      | Silvio Tozzi    | ITA  |
| 7      | Jean de Feu     | BEL  |
| 7      | Adolf Rieder    | SUI  |

#### middengewicht (tot 79 kg)
| rang   | sporter            | land |
| ------ | ------------------ | ---- |
| Goud   | Ivar Johansson     | SWE  |
| Zilver | Ludwig Schweickert | GER  |
| Brons  | József Palotás     | HUN  |
| 4      | Väinö Kokkinen     | FIN  |
| 5      | Ibrahim Erabi      | EGY  |
| 6      | Ercole Gallegati   | ITA  |
| 7      | Francisc Cocoş     | ROU  |
| 8      | Koloman Kiš        | YUG  |
| 8      | Hans Pointner      | AUT  |
| 8      | Josef Přibyl       | TCH  |

#### halfzwaargewicht (tot 87 kg)
| rang   | sporter             | land |
| ------ | ------------------- | ---- |
| Goud   | Axel Cadier         | SWE  |
| Zilver | Edvīns Bietags      | LAT  |
| Brons  | August Neo          | EST  |
| 4      | Werner Seelenbinder | GER  |
| 5      | Umberto Silvestri   | ITA  |
| 6      | Olaf Knutsen        | NOR  |
| 7      | Franz Foidl         | AUT  |
| 8      | Mustafa Çakmak      | TUR  |

#### zwaargewicht (boven 87 kg)
| rang   | sporter           | land |
| ------ | ----------------- | ---- |
| Goud   | Kristjan Palusalu | EST  |
| Zilver | John Nyman        | SWE  |
| Brons  | Kurt Hornfischer  | GER  |
| 4      | Mehmet Çoban      | TUR  |
| 5      | Hjalmar Nyström   | FIN  |
| 6      | Aleardo Donati    | ITA  |
| 7      | Josef Klapuch     | TCH  |
| 8      | Alberts Zvejnieks | LAT  |

### Vrije stijl
Uitslagen per gewichtsklasse: 

#### bantamgewicht (tot 56 kg)
| rang   | sporter           | land |
| ------ | ----------------- | ---- |
| Goud   | Ödön Zombori      | HUN  |
| Zilver | Ross Flood        | USA  |
| Brons  | Johannes Herbert  | GER  |
| 4      | Herman Tuvesson   | SWE  |
| 5      | Aatos Jaskari     | FIN  |
| 6      | Ahmet Çakiryildiz | TUR  |
| 7      | Marcello Nizzola  | ITA  |
| 8      | Cesar Gaudard     | SUI  |
| 8      | Auguste Laporte   | BEL  |

#### vedergewicht (tot 61 kg)
| rang   | sporter               | land |
| ------ | --------------------- | ---- |
| Goud   | Kustaa Pihlajamäki    | FIN  |
| Zilver | Francis Millard       | USA  |
| Brons  | Gösta Jönsson         | SWE  |
| 4      | John Vernon Pettigrew | CAN  |
| 5      | Ferenc Tóth           | HUN  |
| 6      | Mitsuzo Mizutani      | JPN  |
| 7      | Marco Gavelli         | ITA  |
| 8      | Yaşar Erkan           | TUR  |
| 8      | Nevil Hall            | RSA  |
| 8      | Norman Morrell        | GBR  |

#### lichtgewicht (tot 66 kg)
| rang   | sporter               | land |
| ------ | --------------------- | ---- |
| Goud   | Károly Kárpáti        | HUN  |
| Zilver | Wolfgang Ehrl         | GER  |
| Brons  | Hermanni Pihlajamäki  | FIN  |
| 4      | Charles Delporte      | FRA  |
| 5      | Harley De Witt Strong | USA  |
| 6      | Paride Romagnoli      | ITA  |
| 7      | Eiichi Kazama         | JPN  |
| 8      | Adalbert Toots        | EST  |

#### weltergewicht (tot 72 kg)
| rang   | sporter          | land |
| ------ | ---------------- | ---- |
| Goud   | Frank Lewis      | USA  |
| Zilver | Thure Andersson  | SWE  |
| Brons  | Joseph Schleimer | CAN  |
| 4      | Jean Jourlin     | FRA  |
| 5      | WiIly Angst      | SUI  |
| 6      | Josef Paar       | GER  |
| 7      | Julien Beke      | BEL  |
| 7      | Hüseyin Erçetin  | TUR  |
| 7      | John O'Hara      | AUS  |

#### middengewicht (tot 79 kg)
| rang   | sporter          | land |
| ------ | ---------------- | ---- |
| Goud   | Emile Poilvé     | FRA  |
| Zilver | Richard Voliva   | USA  |
| Brons  | Ahmet Kireççi    | TUR  |
| 4      | Ernst Krebs      | SUI  |
| 5      | Jaroslav Sysel   | TCH  |
| 6      | Kyösti Luukko    | FIN  |
| 7      | Ercole Gallegati | ITA  |
| 8      | János Riheczky   | HUN  |

#### halfzwaargewicht (tot 87 kg)
| rang   | sporter         | land |
| ------ | --------------- | ---- |
| Goud   | Knut Fridell    | SWE  |
| Zilver | August Neo      | EST  |
| Brons  | Erich Siebert   | GER  |
| 4      | Paul Dätwyler   | SUI  |
| 5      | Ray Clemons     | USA  |
| 6      | Eddie Scarf     | AUS  |
| 7      | Hubert Prokop   | TCH  |
| 8      | Ede Virág-Ébner | HUN  |

#### zwaargewicht (boven 87 kg)
| rang   | sporter           | land |
| ------ | ----------------- | ---- |
| Goud   | Kristjan Palusalu | EST  |
| Zilver | Josef Klapuch     | TCH  |
| Brons  | Hjalmar Nyström   | FIN  |
| 4      | Nils Åkerlindh    | SWE  |
| 5      | Robert Herland    | FRA  |
| 6      | Werner Bürki      | SUI  |
| 7      | Georg Gehring     | GER  |
| 8      | George Chiga      | CAN  |

## Medaillespiegel
| rang   | land              | goud | zilver | brons | totaal |
| ------ | ----------------- | ---- | ------ | ----- | ------ |
| 1      | Zweden            | 4    | 3      | 2     | 9      |
| 2      | Hongarije         | 3    | 0      | 1     | 4      |
| 3      | Finland           | 2    | 1      | 3     | 6      |
| 4      | Estland           | 2    | 1      | 2     | 5      |
| 5      | Verenigde Staten  | 1    | 3      | 0     | 4      |
| 6      | Turkije           | 1    | 0      | 1     | 2      |
| 7      | Frankrijk         | 1    | 0      | 0     | 1      |
| 8      | Duitsland         | 0    | 3      | 4     | 7      |
| 9      | Tsjecho-Slowakije | 0    | 2      | 0     | 2      |
| 10     | Letland           | 0    | 1      | 0     | 1      |
| 11     | Canada            | 0    | 0      | 1     | 1      |
| totaal | totaal            | 14   | 14     | 14    | 42     |